# 命中注定他&她
《命中注定他&她》是日本漫畫家ヒロモトヒロキ的漫畫作品，於月刊Comic電擊大王連載，由ASCII MEDIA WORKS出版發行。中文版則由台灣角川代理發行。

## 作品簡介
在不遠的未來，人類被視為不過是基因的載具。因此，在這個國家是以基因作為擇偶標準。並以「誕生出基因組合中最佳後代」為條件，由電腦選擇基因上能誕生最佳後代的男女，當雙方年齡屆滿14歲以上的時候，就會主動通知對象。
每個故事由不同的男女主角所組成。

## 登場人物

### 優一×真奈美
貞永 優一
自認沒有優點的高中生。
貞永 真奈美
優一的妹妹，運動神經超群，才貌兼備，在學校很受歡迎。

### 潤×麻衣
神谷 潤
高中一年級學生，與前田智和是好友。
前田 麻衣　　
學校傳聞中才貌NO.1的女高中生，是前田智和的姐姐。
前田 智和　
與神谷潤是好友，麻衣的弟弟。

### 修之×美由紀
森川 修之　
由於父母的原因，於公寓獨自生活。喜歡玩遊戲，在《永恆幻想》網路遊戲內，有角色名為「威克」的盜賊。
美由紀　
天然呆，非常喜歡玩遊戲，在《永恆幻想》網路遊戲內，有角色名為「斯諾瓦」的男性騎士。

### 拓也×詩織
能見 拓也
16歲高中生。其父與叔父一家關係並不好。
能見 詩織　
拓也叔父的女兒，在有名的升學高中聖特麗莎學園就讀。

## 單行本
| 期数 | 日文版         | 日文版              | 中文版         | 中文版             |
| 期数 | 发售日         | ISBN                | 发售日         | ISBN               |
| ---- | -------------- | ------------------- | -------------- | ------------------ |
| 1    | 2011年4月4日   | ISBN 978-4048704021 | 2012年7月13日  | ISBN 9789862877845 |
| 2    | 2011年8月27日  | ISBN 978-4048708289 | 2012年10月19日 | ISBN 9789862879979 |
| 3    | 2012年2月27日  | ISBN 978-4048864107 | 2013年5月9日   | ISBN 9789863251644 |
| 4    | 2012年12月15日 | ISBN 978-4048910217 | 2013年10月29日 | ISBN 9789863255116 |

## 外部連結
- ヒロモトヒロキ公式Twitter（页面存档备份，存于）
- 作品官網